# BMW Sauber F1.08
Chronologie des modèles (2008)
BMW Sauber F1.07 BMW Sauber F1.09
La BMW Sauber F1.08 est la monoplace de Formule 1 engagée par l'écurie BMW Sauber F1 Team lors de la saison 2008 du championnat de Formule 1. Elle est pilotée par l'Allemand Nick Heidfeld et le Polonais Robert Kubica. Les pilotes d'essais sont l'Autrichien Christian Klien et l'Estonien Marko Asmer.

## Historique
La BMW Sauber F1.08 est présentée le 14 janvier 2008 à Munich et effectue son premier roulage le 23 janvier 2008 sur le circuit de Valencia en Espagne. C'est la première monoplace de l'écurie BMW Sauber à ne pas avoir été conçue par Jörg Zander, parti chez Honda Racing F1 Team.
La BMW Sauber F1.08 commence la saison avec une deuxième place de Nick Heidfeld au Grand Prix d'Australie, performance réitérée par Robert Kubica au Grand Prix suivant, en Malaisie. L'écurie BMW Sauber obtient la première victoire de son histoire et son premier doublé, au Grand Prix du Canada, Kubica terminant devant Heidfeld. Les deux pilotes terminent régulièrement sur le podium et Kubica peut prétendre au titre de champion du monde, mais échoue, à vingt-trois points de Lewis Hamilton. Il terminera quatrième, juste derrière Kimi Räikkönen et devant Fernando Alonso. Son coéquipier  sixième derrière Alonso et devant Heikki Kovalainen.
À la fin de la saison, BMW Sauber termine troisième du championnat des constructeurs avec 135 points, devant Renault mais derrière McLaren.

## BMW Sauber F1.08B
Lors des essais de novembre 2008, BMW Sauber teste une version B de sa F1.08, avec Robert Kubica et le pilote essayeur Christian Klien. La F1.08B se distingue notamment par son aileron avant élargi et son aileron arrière rehaussé et rétréci, caractéristiques en vigueur pour la saison 2009, ainsi qu'un KERS. Un mécanicien s’électrisa en touchant la voiture lors des tests à Jerez. Il s'en tire avec quelques blessures mineures.

## Résultats en championnat du monde de Formule 1

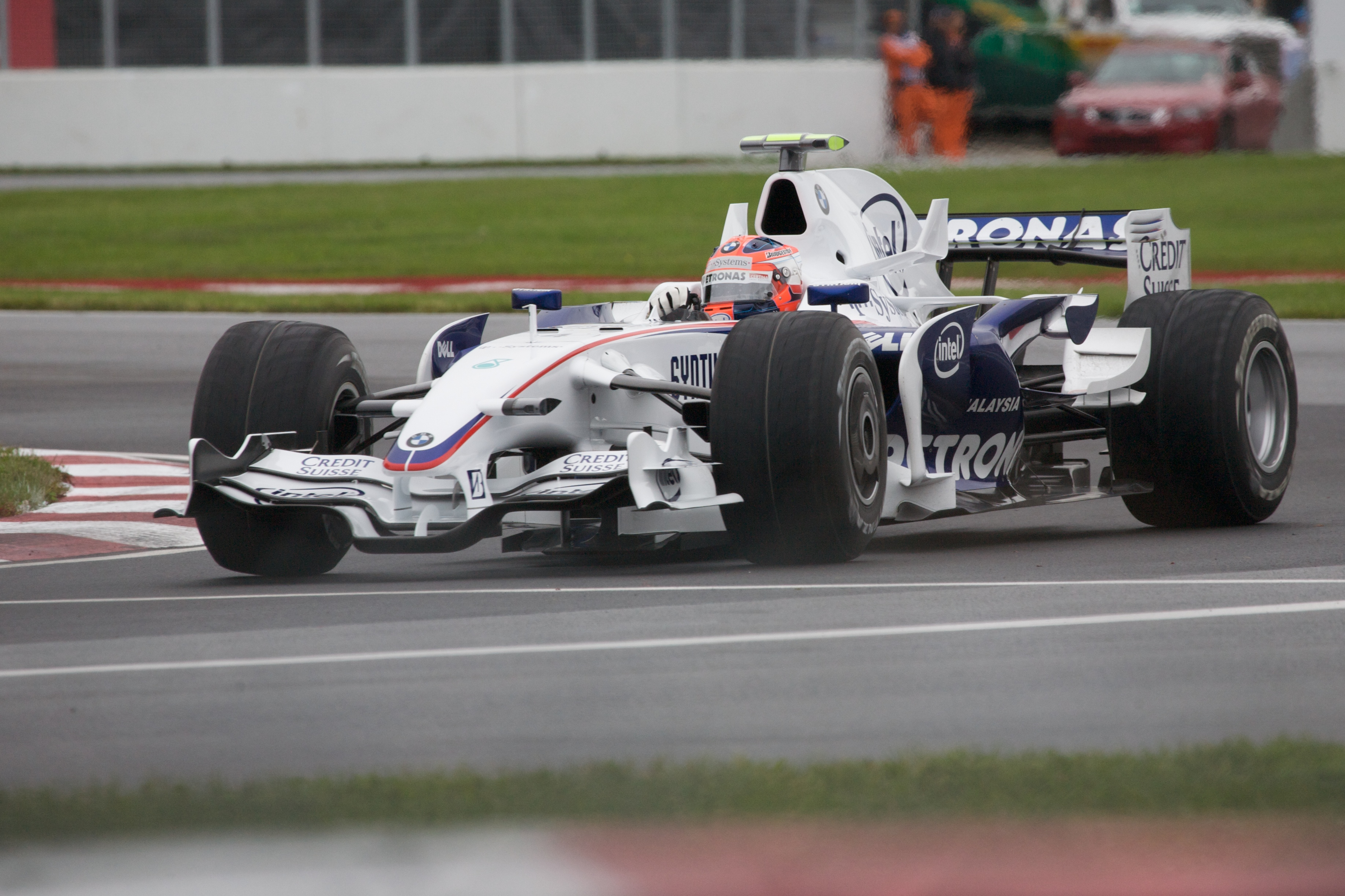
À Montréal, Robert Kubica devient le premier pilote polonais à remporter une course de Formule 1

| Saison | Écurie             | Moteur    | Pneus       | Pilotes       | Courses | Courses | Courses | Courses | Courses | Courses | Courses | Courses | Courses | Courses | Courses | Courses | Courses | Courses | Courses | Courses | Courses | Courses | Points inscrits | Classement |
| Saison | Écurie             | Moteur    | Pneus       | Pilotes       | 1       | 2       | 3       | 4       | 5       | 6       | 7       | 8       | 9       | 10      | 11      | 12      | 13      | 14      | 15      | 16      | 17      | 18      | Points inscrits | Classement |
| ------ | ------------------ | --------- | ----------- | ------------- | ------- | ------- | ------- | ------- | ------- | ------- | ------- | ------- | ------- | ------- | ------- | ------- | ------- | ------- | ------- | ------- | ------- | ------- | --------------- | ---------- |
| 2008   | BMW Sauber F1 Team | BMW P86/8 | Bridgestone |               | AUS     | MAL     | BAH     | ESP     | TUR     | MON     | CAN     | FRA     | GBR     | ALL     | HON     | EUR     | BEL     | ITA     | SIN     | JAP     | CHI     | BRÉ     | 135             | 3e         |
| 2008   | BMW Sauber F1 Team | BMW P86/8 | Bridgestone | Nick Heidfeld | 2e      | 6e      | 4e      | 9e      | 5e      | 14e     | 2e      | 13e     | 2e      | 4e      | 10e     | 9e      | 2e      | 5e      | 6e      | 9e      | 5e      | 10e     | 135             | 3e         |
| 2008   | BMW Sauber F1 Team | BMW P86/8 | Bridgestone | Robert Kubica | Abd     | 2e      | 3e      | 4e      | 4e      | 2e      | 1er     | 5e      | Abd     | 7e      | 8e      | 3e      | 6e      | 3e      | 11e     | 2e      | 6e      | 11e     | 135             | 3e         |

Légende : ici